# ديمقراطية السلطة العليا
ديمقراطية السلطة العليا هي مصطلح يصف السياسة الروسية الحديثة، استخدمه فلاديسلاف سوركوف لأول مرة في 22 فبراير عام 2006 في خطاب ألقاه قبل اجتماع حزب روسيا الموحّدة السياسي الروسي. وفقًا لسوركوف، ديمقراطية السلطة العليا هي:
الحياة السياسية لمجتمع ما يجري فيه تحديد القوى السياسية، وسلطاتها، وقراراتها، والتحكم بها من قبل الأمة الروسية التعددية بهدف أن يحقق مبتكرو المصطلح الرفاه المادي والحرية والعدالة لجميع المواطنين والحشود المجتمعية والجنسيات.
استخدم هذا المصطلح بعد ذلك سياسيون بارزون مثل سيرغي إيفانوف، وفلاديمير بوتين، وبوريس غريزلوف، وفاسيلي ياكيمينكو. وهو يُعتبر الأيديولوجيا الرسمية لحركة الشباب الروسية (ناشي)، التي أُسِّست دعمًا لفلاديمير بوتين.
تحققت ديمقراطية السلطة العليا في روسيا على هيئة نظام الحزب المسيطر الذي أصبح مسيطرًا عام 2007، وكنتيجة للانتخابات التشريعية الروسية لعام 2007، أصبح حزب روسيا الموحّدة السياسي، الذي يرأسه الرئيس فلاديمير بوتين، رسميًا القوة الرائدة الموجِّهة في المجتمع الروسي دون تشكيل حكومة.
وُضعت أولويات وتوجهات ملموسة لديمقراطية السلطة العليا في خطة رئيس الوزراء بوتين.

## النقد
وفقًا لصحيفة واشنطن بوست، يشير مصطلح ديمقراطية السلطة العليا إلى أن «النظام الروسي ديمقراطي أولًا، وأنه يجب قبول هذا الادعاء دون طلب دليل يثبته ثانيًا، انتهى الأمر. ستُعتبر أي محاولة للتحقق من ذلك عدائية وتهدف إلى التدخل في الشؤون الداخلية لروسيا». كتب يوري سيميونوف عام 2008:
يرتبط مفهوم ديمقراطية السلطة العليا بالحكومة ككل، لا بشكل معين من أشكال الحكم أو النظام السياسي. من الممكن أن تكون الديمقراطية مباشرة أو تمثيلية، أو حقيقية (لم توجد مطلقًا في التاريخ البشري)، أو رسمية (كما في العصور القديمة، أو في الدول الغربية الحديثة)، أو خيالية (كما هو الحال في الاتحاد السوفييتي أو البلدان الاشتراكية المزعومة).
قال دميتري ميدفيديف، تعليقًا على المصطلح في مقابلة لصالح مجلة إكسبيرت نُشرت عام 2006، إن السلطة العليا والديمقراطية تنتميان إلى فئتين مفاهيميتين مختلفين، وإن دمجهما أمر مستحيل. «إن أخذت كلمة «ديمقراطية» وبدأت بوضع تعاريف لها، سيبدو الأمر غريبًا بعض الشيء، وسيدفع المرء إلى الاعتقاد أننا نتحدث عن نوع آخر غير تقليدي من الديمقراطية».
في 19 يوليو عام 2006، علَّق ميخائيل غورباتشوف على إلغاء الدوائر الانتخابية التي يشغلها مرشَّح واحد فقط بالإضافة إلى رفع عتبة المشاركة في مجلس الدوما إلى 7%. وصرّح بأنه «لا يمكن تبرير هذه البدع التشريعية بنظريات ديمقراطية «السلطة العليا» أو الديمقراطية «المُوجَّهة». يجب اعتبار القيود التي قد تكون ضرورية في حالة وجود ما يهدد الدولة أو مواطنيها أمرًا مؤقتًا بدلًا من تحويلها إلى مبادئ كما يفعل واضعو نظريات ديمقراطية «السلطة العليا» والديمقراطية «المُوجَّهة». تشوِّه هذه الأنواع من التعاريف جوهر الديمقراطية، مثل مبادئ «الاشتراكية» والديمقراطية «الشعبية» من قبلها».
بالحديث عن ديمقراطية السلطة العليا عام 2006، قال ميخائيل كاسيانوف إن «أهداف هذا المذهب واضحة تمامًا، وهي: تركيز السلطة والملكية السياسية والسيطرة عليها بأي ثمن، وعواقبها واضحة مسبقًا، ومن ضمنها تمجيد النزعة الشعبوية، والتدمير المستمر للمؤسسات العامة والخاصة، والابتعاد عن مبادئ القانون، والديمقراطية، والسوق الحرة».
صرّح دانيال فرايد، وهو مساعد وزير الخارجية للشؤون الأوروبية والأوروبية الآسيوية (شغل هذا المنصب منذ عام 2005 وحتى عام 2009)، في مقابلة أجراها عام 2007 بما يلي:
أشعر بالتوتر عندما يُصنِّف الناس الديمقراطية، كديمقراطية سلطة عليا، وديمقراطية موَجَّهة، وديمقراطية شعبية، وديمقراطية اشتراكية، وديمقراطية آرية، وديمقراطية إسلامية؛ لستُ مولعًا بالصفات. لا تبدو الديمقراطية الموجَّهة ديمقراطية، وأشعر أن ديمقراطية السلطة العليا بلا معنى.